# Sergio León
Sergio León Limones (Palma del Río, 6 gennaio 1989) è un calciatore spagnolo, attaccante dell'Atlético Palma del Rio.

## Palmarès

### Individuale
- Capocannoniere della Segunda División: 1

2015-2016 (22 reti)
- Capocannoniere della Coppa del Re: 1

2020-2021 (5 reti)